# Michael Oliver
Michael Oliver, all'anagrafe Michael Joshua Oliverius (Los Angeles, 10 ottobre 1981), è un attore statunitense.
Svolse la carriera di attore dal 1990 al 1995. È conosciuto soprattutto per l'interpretazione di Junior Healy in Piccola peste e in Piccola peste torna a far danni.

## Biografia
Nasce a Los Angeles, California, col nome di Michael Oliverius da Matthew Oliverius e Dianne Ponce. Incomincia la sua carriera prestissimo, all'età di due anni, come modello per un catalogo della Sears. A sei anni appare in una pubblicità della Chevron Corporation, in cui porta gli occhiali e viene doppiato. In questa occasione viene notato da un agente che gli propone di partecipare al casting di Piccola peste; Michael accetta e viene scelto per interpretare il ruolo del protagonista.
Piccola peste debutta nel 1990 e nonostante le recensioni negative e i temi sensibili affrontati, per i quali è stato considerato più una commedia per adulti che un film per tutta la famiglia, ottiene un notevole successo.
Nel 1991 esce il seguito, Piccola peste torna a far danni, che non riesce ad eguagliare il primo episodio, soprattutto per il ricorso continuo ad un linguaggio non adatto al pubblico verso il quale il film è rivolto. In seguito partecipa ad alcune serie televisive, e nel 1995 ha un ruolo in una produzione cinematografica, Dillinger and Capone, che sarà la sua ultima interpretazione. 
Nel 2005 si è classificato al numero 68 tra i "100 Greatest Kid Star".

### Vicende legali con la Universal Pictures
Dopo il completamento di Piccola peste torna a far danni, la Universal Pictures denunciò la madre e manager di Michael, Dianne Ponce, per estorsione. Secondo quanto dichiarato dalla casa di produzione, alla vigilia delle riprese del film, la Ponce minacciò di non far partecipare suo figlio alla lavorazione a meno che il compenso non venisse adeguato ed aumentato da $80,000 a $500,000. Le parti si accordarono per una cifra di 250,000 dollari.
In seguito una sentenza della Corte superiore dichiarò il contratto stipulato in seguito alla rinegoziazione del compenso non valido, e così obbligò Oliver e la Ponce a restituire 170,000 dollari alla Universal Pictures.

## Filmografia

### Cinema
- Piccola peste (1990)
- Piccola peste torna a far danni (1991)
- Dillinger and Capone (1995)

### Televisione
- Amen (1 episodio, 1990)
- I mostri vent'anni dopo (1 episodio, 1991)
- Platypus Man (1 episodio, 1995)

### Serie animate
- Un alveare d'avventure per l'ape Magà (Honeybee Hutch) - riedizione (1995)

## Doppiatori italiani
Nelle versioni in italiano delle opere in cui ha recitato, Michael Oliver è stato doppiato da:
- Simone Crisari in Piccola peste, Piccola peste torna a far danni
- Marcella Silvestri in Un alveare d’avventure per l’ape Magà

## Riconoscimenti
- Young Artist Award
  - 1992-1993 - Candidatura come miglior giovane attore protagonista in una commedia per Piccola peste torna a far danni